# Caribbean Medical University
De Caribbean Medical University (CMU) is een universiteit in Willemstad op Curaçao. Het voert een Amerikaans curriculum en leidt op tot de graad Doctor of Medicine (MD).
De universiteit werd in 2007 opgericht en start driemaal per jaar studies, in januari, mei en september, met een groepsgrootte van 45 studenten. De studies worden in vier semesters afgesloten in het World Trade Center van Curaçao. Daarna volgt een klinisch vervolg van zes semesters in ziekenhuizen in de Verenigde Staten.
Het instituut is geaccrediteerd door FAIMER International Medical Education Directory en AVICENNA Directory for Medicine.